# Hipseo (hijo de Peneo)
En la mitología griega, Hipseo (en griego Ὑψεύς) es un rey de los lápitas hijo del dios fluvial Peneo, pero su madre puede ser la náyade Creúsa, o bien Filira, una hija de Asopo. Hipseo se casó con la ninfa Clidánope, con la que fue padre de Cirene y Alcea. Otras fuentes añaden también más hijas, como Temisto (la última esposa de Atamante) o incluso Astiagía (esposa de Perifante).